# Fase clasificatoria de la Copa Billie Jean King 2020

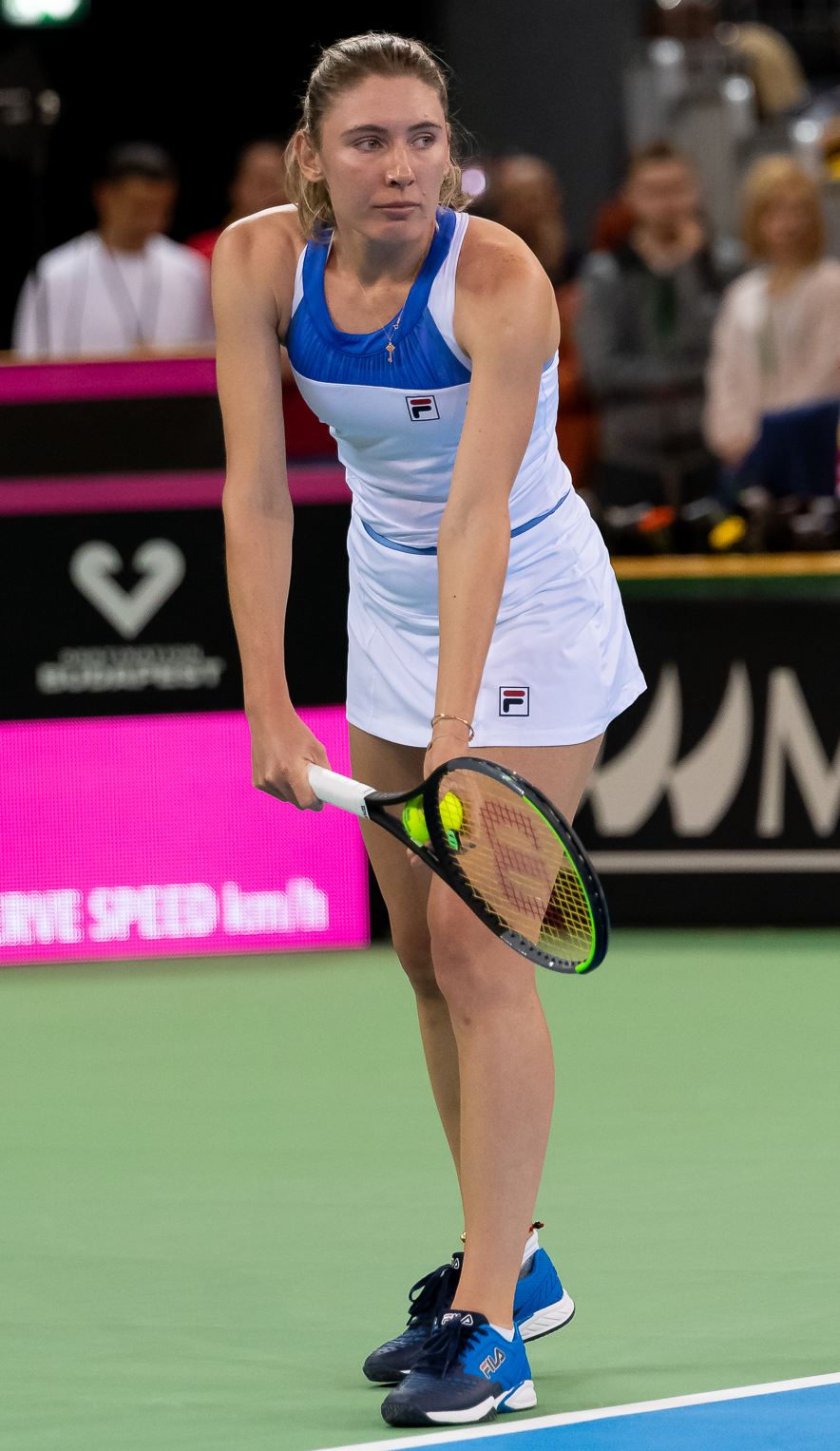
Ekaterina Alexandrova BJK Cup 2020-21Ekaterina Alexandrova BJK Cup 2020-21

La Fase clasificatoria de la Copa Billie Jean King 2020 se jugó del 7 al 8 de febrero. Los ocho ganadoras de esta ronda, se clasificaron para las Finales de la Copa Billie Jean King 2020-21 en Budapest.

## Equipos
Dieciséis equipos jugaron por ocho lugares en las Finales, en series decididas de local y de visitante.
Estos dieciséis equipos fueron:
- 2 semifinalistas perdedores de la edición anterior.
- 7 ganadores y perdedores de los play-offs del Grupo Mundial de la edición anterior.
- 4 ganadores de los play-offs del Grupo Mundial II de la edición anterior.
- 3 perdedores de los play-offs del Grupo Mundial II de la edición anterior, según las clasificaciones.
- Los 8 equipos perdedores de la fase de clasificación jugaron en el Grupo I de la zona continental correspondiente el mes de febrero siguiente.

| Cabezas de serie - Estados Unidos - Bielorrusia - Rumanía - Alemania - España - Suiza - Bélgica - Gran Bretaña | Equipos restantes - Brasil - Canadá - Japón - Kazajistán - Letonia - Países Bajos - Rusia - Eslovaquia |

## Resultados
| Local              | Resultado | Visitante        | Ubicación     | Lugar                         | Superficie  | Ref.  |
| ------------------ | --------- | ---------------- | ------------- | ----------------------------- | ----------- | ----- |
| Estados Unidos [1] | 3–2       | Letonia          | Everett       | Angel of the Winds Arena      | Dura (i)    |       |
| Países Bajos       | 2–3       | Bielorrusia [2]  | The Hague     | Sportcampus Zuiderpark        | Arcilla (i) |       |
| Rumanía [3]        | 2–3       | Rusia            | Cluj-Napoca   | BT Arena                      | Dura (i)    |       |
| Brasil             | 0–4       | Alemania [4]     | Florianópolis | Costão do Santinho Resort     | Arcilla     |       |
| España [5]         | 3–1       | Japón            | Cartagena     | Centro de Tenis La Manga Club | Arcilla     |       |
| Suiza [6]          | 3–1       | Canadá           | Biel/Bienne   | Swiss Tennis Arena            | Dura (i)    |       |
| Bélgica [7]        | 3–1       | Kazajistán       | Kortrijk      | SC Lange Munte                | Dura (i)    |       |
| Eslovaquia         | 3–1       | Gran Bretaña [8] | Bratislava    | AXA Aréna NTC                 | Arcilla (i) | [ 1 ] |

## Partidos

### Estados Unidos vs. Letonia
| | Bandera de Estados Unidos               | Estados Unidos | 3  | 2  | Letonia | Bandera de Letonia |
| --- | --------------------------------------- | -------------- | -- | -- | ------- | ------------------ |
| Angel of the Winds Arena, Everett, Estados Unidos 7 y 8 de febrero de 2020 Dura (bajo techo) |                                         |                |    |    |         |                    |
| \| 1 \| Sofia Kenin \| 6 \| 6 \| \| \| 1 \| Anastasija Sevastova \| 2 \| 2 \| \| \| 2 \| Serena Williams \| 7 \| 7 \| \| \| 2 \| Jeļena Ostapenko \| 64 \| 63 \| \| \| 3 \| Sofia Kenin \| 3 \| 6 \| 2 \| \| 3 \| Jeļena Ostapenko \| 6 \| 2 \| 6 \| \| 4 \| Serena Williams \| 65 \| 7 \| 64 \| \| 4 \| Anastasija Sevastova \| 7 \| 3 \| 7 \| \| 5 \| Sofia Kenin / Bethanie Mattek-Sands \| 6 \| 6 \| \| \| 5 \| Jeļena Ostapenko / Anastasija Sevastova \| 4 \| 0 \| \| |                                         |                |    |    |         |                    |
| 1 | Sofia Kenin                             | 6              | 6  |    |         |                    |
| 1 | Anastasija Sevastova                    | 2              | 2  |    |         |                    |
| 2 | Serena Williams                         | 7              | 7  |    |         |                    |
| 2 | Jeļena Ostapenko                        | 64             | 63 |    |         |                    |
| 3 | Sofia Kenin                             | 3              | 6  | 2  |         |                    |
| 3 | Jeļena Ostapenko                        | 6              | 2  | 6  |         |                    |
| 4 | Serena Williams                         | 65             | 7  | 64 |         |                    |
| 4 | Anastasija Sevastova                    | 7              | 3  | 7  |         |                    |
| 5 | Sofia Kenin / Bethanie Mattek-Sands     | 6              | 6  |    |         |                    |
| 5 | Jeļena Ostapenko / Anastasija Sevastova | 4              | 0  |    |         |                    |

### Países Bajos vs. Bielorrusia
| | Bandera de los Países Bajos             | Países Bajos | 2 | 3   | Bielorrusia | Bandera de Bielorrusia |
| --- | --------------------------------------- | ------------ | - | --- | ----------- | ---------------------- |
| Sportcampus Zuiderpark, The Hague, Países Bajos 7 y 8 de febrero de 2020 Arcilla (bajo techo) |                                         |              |   |     |             |                        |
| \| 1 \| Kiki Bertens \| 65 \| 6 \| 6 \| \| 1 \| Aliaksandra Sasnovich \| 7 \| 2 \| 1 \| \| 2 \| Arantxa Rus \| 3 \| 2 \| \| \| 2 \| Aryna Sabalenka \| 6 \| 6 \| \| \| 3 \| Kiki Bertens \| 6 \| 6 \| \| \| 3 \| Aryna Sabalenka \| 4 \| 4 \| \| \| 4 \| Arantxa Rus \| 6 \| 5 \| 2 \| \| 4 \| Aliaksandra Sasnovich \| 0 \| 7 \| 6 \| \| 5 \| Kiki Bertens / Demi Schuurs \| 6 \| 3 \| 68 \| \| 5 \| Aryna Sabalenka / Aliaksandra Sasnovich \| 4 \| 6 \| 710 \| |                                         |              |   |     |             |                        |
| 1 | Kiki Bertens                            | 65           | 6 | 6   |             |                        |
| 1 | Aliaksandra Sasnovich                   | 7            | 2 | 1   |             |                        |
| 2 | Arantxa Rus                             | 3            | 2 |     |             |                        |
| 2 | Aryna Sabalenka                         | 6            | 6 |     |             |                        |
| 3 | Kiki Bertens                            | 6            | 6 |     |             |                        |
| 3 | Aryna Sabalenka                         | 4            | 4 |     |             |                        |
| 4 | Arantxa Rus                             | 6            | 5 | 2   |             |                        |
| 4 | Aliaksandra Sasnovich                   | 0            | 7 | 6   |             |                        |
| 5 | Kiki Bertens / Demi Schuurs             | 6            | 3 | 68  |             |                        |
| 5 | Aryna Sabalenka / Aliaksandra Sasnovich | 4            | 6 | 710 |             |                        |

### Rumanía vs. Rusia
| | Bandera de Rumania                       | Rumanía | 2  | 3 | Rusia | Bandera de Rusia |
| --- | ---------------------------------------- | ------- | -- | - | ----- | ---------------- |
| BT Arena,Cluj-Napoca, Rumanía 7 y 8 de febrero de 2020 Dura(bajo techo) |                                          |         |    |   |       |                  |
| \| 1 \| Elena-Gabriela Ruse \| 1 \| 4 \| \| \| 1 \| Ekaterina Alexandrova \| 6 \| 6 \| \| \| 2 \| Ana Bogdan \| 6 \| 65 \| 6 \| \| 2 \| Veronika Kudermetova \| 6 \| 7 \| 1 \| \| 3 \| Ana Bogdan \| 5 \| 6 \| 5 \| \| 3 \| Ekaterina Alexandrova \| 7 \| 3 \| 7 \| \| 4 \| Jaqueline Cristian \| 7 \| 6 \| \| \| 4 \| Veronika Kudermetova \| 5 \| 3 \| \| \| 5 \| Jaqueline Cristian / Elena-Gabriela Ruse \| 3 \| 2 \| \| \| 5 \| Anna Blinkova / Anna Kalinskaya \| 6 \| 6 \| \| |                                          |         |    |   |       |                  |
| 1 | Elena-Gabriela Ruse                      | 1       | 4  |   |       |                  |
| 1 | Ekaterina Alexandrova                    | 6       | 6  |   |       |                  |
| 2 | Ana Bogdan                               | 6       | 65 | 6 |       |                  |
| 2 | Veronika Kudermetova                     | 6       | 7  | 1 |       |                  |
| 3 | Ana Bogdan                               | 5       | 6  | 5 |       |                  |
| 3 | Ekaterina Alexandrova                    | 7       | 3  | 7 |       |                  |
| 4 | Jaqueline Cristian                       | 7       | 6  |   |       |                  |
| 4 | Veronika Kudermetova                     | 5       | 3  |   |       |                  |
| 5 | Jaqueline Cristian / Elena-Gabriela Ruse | 3       | 2  |   |       |                  |
| 5 | Anna Blinkova / Anna Kalinskaya          | 6       | 6  |   |       |                  |

### Brasil vs. Alemania
| | Bandera de Brasil                    | Brasil | 0  | 4 | Alemania | Bandera de Alemania |
| --- | ------------------------------------ | ------ | -- | - | -------- | ------------------- |
| Costão do Santinho Resort, Florianópolis, Rumanía 7 y 8 de febrero de 2020 Arcilla |                                      |        |    |   |          |                     |
| \| 1 \| Teliana Pereira \| 3 \| 3 \| \| \| 1 \| Laura Siegemund \| 6 \| 6 \| \| \| 2 \| Gabriela Cé \| 3 \| 63 \| \| \| 2 \| Tatjana Maria \| 6 \| 7 \| \| \| 3 \| Gabriela Cé \| 1 \| 2 \| \| \| 3 \| Laura Siegemund \| 6 \| 6 \| \| \| 4 \| Teliana Pereira \| No \| \| \| \| 4 \| Tatjana Maria \| jugado \| \| \| \| 5 \| Laura Pigossi / Luisa Stefani \| 1 \| 4 \| \| \| 5 \| Anna-Lena Friedsam / Antonia Lottner \| 6 \| 6 \| \| |                                      |        |    |   |          |                     |
| 1 | Teliana Pereira                      | 3      | 3  |   |          |                     |
| 1 | Laura Siegemund                      | 6      | 6  |   |          |                     |
| 2 | Gabriela Cé                          | 3      | 63 |   |          |                     |
| 2 | Tatjana Maria                        | 6      | 7  |   |          |                     |
| 3 | Gabriela Cé                          | 1      | 2  |   |          |                     |
| 3 | Laura Siegemund                      | 6      | 6  |   |          |                     |
| 4 | Teliana Pereira                      | No     |    |   |          |                     |
| 4 | Tatjana Maria                        | jugado |    |   |          |                     |
| 5 | Laura Pigossi / Luisa Stefani        | 1      | 4  |   |          |                     |
| 5 | Anna-Lena Friedsam / Antonia Lottner | 6      | 6  |   |          |                     |

### España vs. Japón
| | Bandera de España                  | España | 3 | 1 | Japón | Bandera de Japón |
| --- | ---------------------------------- | ------ | - | - | ----- | ---------------- |
| Centro de Tenis La Manga Club Cartagena, España 7 y 8 de febrero de 2020 Arcilla |                                    |        |   |   |       |                  |
| \| 1 \| Sara Sorribes \| 6 \| 6 \| \| \| 1 \| Naomi Osaka \| 0 \| 3 \| \| \| 2 \| Carla Suárez \| 6 \| 6 \| \| \| 2 \| Misaki Doi \| 3 \| 4 \| \| \| 3 \| Carla Suárez \| 6 \| 6 \| \| \| 3 \| Kurumi Nara \| 1 \| 3 \| \| \| 4 \| Sara Sorribes \| No \| \| \| \| 4 \| Misaki Doi \| jugado \| \| \| \| 5 \| Lara Arruabarrena / Aliona Bolsova \| 2 \| 3 \| \| \| 5 \| Shuko Aoyama / Ena Shibahara \| 6 \| 6 \| \| |                                    |        |   |   |       |                  |
| 1 | Sara Sorribes                      | 6      | 6 |   |       |                  |
| 1 | Naomi Osaka                        | 0      | 3 |   |       |                  |
| 2 | Carla Suárez                       | 6      | 6 |   |       |                  |
| 2 | Misaki Doi                         | 3      | 4 |   |       |                  |
| 3 | Carla Suárez                       | 6      | 6 |   |       |                  |
| 3 | Kurumi Nara                        | 1      | 3 |   |       |                  |
| 4 | Sara Sorribes                      | No     |   |   |       |                  |
| 4 | Misaki Doi                         | jugado |   |   |       |                  |
| 5 | Lara Arruabarrena / Aliona Bolsova | 2      | 3 |   |       |                  |
| 5 | Shuko Aoyama / Ena Shibahara       | 6      | 6 |   |       |                  |

### Suiza vs. Canadá
| | Bandera de Suiza                      | Suiza  | 3  | 1 | Canadá | Bandera de Canadá |
| --- | ------------------------------------- | ------ | -- | - | ------ | ----------------- |
| Swiss Tennis Arena, Biel/Bienne, Suiza 7 y 8 de febrero de 2020 Dura (bajo techo) |                                       |        |    |   |        |                   |
| \| 1 \| Jil Teichmann \| 7 \| 6 \| \| \| 1 \| Leylah Annie Fernandez \| 64 \| 4 \| \| \| 2 \| Belinda Bencic \| 6 \| 6 \| \| \| 2 \| Gabriela Dabrowski \| 1 \| 2 \| \| \| 3 \| Belinda Bencic \| 2 \| 63 \| \| \| 3 \| Leylah Annie Fernandez \| 6 \| 7 \| \| \| 4 \| Jil Teichmann \| 6 \| 6 \| \| \| 4 \| Gabriela Dabrowski \| 3 \| 4 \| \| \| 5 \| Viktorija Golubic / Stefanie Vögele \| No \| \| \| \| 5 \| Bianca Andreescu / Gabriela Dabrowski \| jugado \| \| \| |                                       |        |    |   |        |                   |
| 1 | Jil Teichmann                         | 7      | 6  |   |        |                   |
| 1 | Leylah Annie Fernandez                | 64     | 4  |   |        |                   |
| 2 | Belinda Bencic                        | 6      | 6  |   |        |                   |
| 2 | Gabriela Dabrowski                    | 1      | 2  |   |        |                   |
| 3 | Belinda Bencic                        | 2      | 63 |   |        |                   |
| 3 | Leylah Annie Fernandez                | 6      | 7  |   |        |                   |
| 4 | Jil Teichmann                         | 6      | 6  |   |        |                   |
| 4 | Gabriela Dabrowski                    | 3      | 4  |   |        |                   |
| 5 | Viktorija Golubic / Stefanie Vögele   | No     |    |   |        |                   |
| 5 | Bianca Andreescu / Gabriela Dabrowski | jugado |    |   |        |                   |

### Bélgica vs. Kazajistán
| | Bandera de Bélgica                 | Bélgica | 3  | 1 | Kazajistán | Bandera de Kazajistán |
| --- | ---------------------------------- | ------- | -- | - | ---------- | --------------------- |
| SC Lange Munte, Kortrijk, Bélgica 7 y 8 de febrero de 2020 Dura (bajo techo) |                                    |         |    |   |            |                       |
| \| 1 \| Elise Mertens \| 1 \| 6 \| 6 \| \| 1 \| Zarina Diyas \| 6 \| 2 \| 1 \| \| 2 \| Ysaline Bonaventure \| 6 \| 62 \| 2 \| \| 2 \| Yulia Putintseva \| 3 \| 7 \| 6 \| \| 3 \| Elise Mertens \| 6 \| 7 \| \| \| 3 \| Yulia Putintseva \| 1 \| 61 \| \| \| 4 \| Kirsten Flipkens \| 6 \| 6 \| \| \| 4 \| Zarina Diyas \| 3 \| 4 \| \| \| 5 \| Kirsten Flipkens / Greet Minnen \| No \| \| \| \| 5 \| Anna Danilina / Yaroslava Shvedova \| jugado \| \| \| |                                    |         |    |   |            |                       |
| 1 | Elise Mertens                      | 1       | 6  | 6 |            |                       |
| 1 | Zarina Diyas                       | 6       | 2  | 1 |            |                       |
| 2 | Ysaline Bonaventure                | 6       | 62 | 2 |            |                       |
| 2 | Yulia Putintseva                   | 3       | 7  | 6 |            |                       |
| 3 | Elise Mertens                      | 6       | 7  |   |            |                       |
| 3 | Yulia Putintseva                   | 1       | 61 |   |            |                       |
| 4 | Kirsten Flipkens                   | 6       | 6  |   |            |                       |
| 4 | Zarina Diyas                       | 3       | 4  |   |            |                       |
| 5 | Kirsten Flipkens / Greet Minnen    | No      |    |   |            |                       |
| 5 | Anna Danilina / Yaroslava Shvedova | jugado  |    |   |            |                       |

### Eslovaquia vs. Gran Bretaña
| | Bandera de Eslovaquia                   | Eslovaquia | 3 | 1 | Gran Bretaña | Bandera del Reino Unido |
| --- | --------------------------------------- | ---------- | - | - | ------------ | ----------------------- |
| AXA Aréna NTC, Bratislava, Eslovaquia 7 y 8 de febrero de 2020 Arcilla (bajo techo) |                                         |            |   |   |              |                         |
| \| 1 \| Anna Karolína Schmiedlová \| 6' \| 6 \| \| \| 1 \| Heather Watson \| 2 \| 3 \| \| \| 2 \| Viktória Kužmová \| 63 \| 6 \| 7 \| \| 2 \| Harriet Dart \| 7 \| 3 \| 5 \| \| 3 \| Rebecca Šramková \| 0 \| 5 \| \| \| 3 \| Heather Watson \| 6 \| 7 \| \| \| 4 \| Anna Karolína Schmiedlová \| 7 \| 6 \| \| \| 4 \| Harriet Dart \| 5 \| 3 \| \| \| 5 \| Viktória Kužmová / Magdaléna Rybáriková \| No \| \| \| \| 5 \| Naiktha Bains / Emma Raducanu \| jugado \| \| \| |                                         |            |   |   |              |                         |
| 1 | Anna Karolína Schmiedlová               | 6'         | 6 |   |              |                         |
| 1 | Heather Watson                          | 2          | 3 |   |              |                         |
| 2 | Viktória Kužmová                        | 63         | 6 | 7 |              |                         |
| 2 | Harriet Dart                            | 7          | 3 | 5 |              |                         |
| 3 | Rebecca Šramková                        | 0          | 5 |   |              |                         |
| 3 | Heather Watson                          | 6          | 7 |   |              |                         |
| 4 | Anna Karolína Schmiedlová               | 7          | 6 |   |              |                         |
| 4 | Harriet Dart                            | 5          | 3 |   |              |                         |
| 5 | Viktória Kužmová / Magdaléna Rybáriková | No         |   |   |              |                         |
| 5 | Naiktha Bains / Emma Raducanu           | jugado     |   |   |              |                         |